# Cupedora nottensis
Cupedora nottensis é uma espécie de gastrópode  da família Camaenidae.
É endémica da Austrália.